# بوريس فوكتشيفيتش
بوريس فوكتشيفيتش (بالألمانية: Boris Vukčević)‏ (مواليد 16 مارس 1990 في أوسييك - كرواتيا) لاعب كرة قدم ألماني يلعب حاليا لصالح نادي الدرجة الأولى هوفينهايم الألماني منذ 2008 في مركز الوسط المحوري .

## روابط خارجية
- بوريس فوكتشيفيتش على موقع الاتحاد الأوربي (الإنجليزية)
- بوريس فوكتشيفيتش على موقع قاعدة بيانات كرة القدم.إي يو (الإنجليزية)
- بوريس فوكتشيفيتش على موقع بيانات كرة القدم. دي إي (الألمانية)
- بوريس فوكتشيفيتش على موقع Soccerway.com (الإنجليزية)
- بوريس فوكتشيفيتش على موقع AS.com (الإسبانية)